# さくらの唄 (テレビドラマ)
『さくらの唄』（さくらのうた）は、1976年5月19日から1976年11月10日までTBS系の「水曜劇場」枠で放送されたテレビドラマ。全26話。

## 内容・概要
舞台は東京・蔵前の小さな整骨院。すぐに怒鳴る様な性格で男気がある整骨院の主人の伝六とその妻の泉の夫婦は、会社員・中西基二の子を妊娠するがなかなか入籍しない長女・麗子と、既婚の男性教師・朝倉を密かに愛し、実らぬ恋に悩む次女・加代の二人の娘の行く末に頭を悩ませていた。
番組のエンディング曲は、番組と同題である、美空ひばりの「さくらの唄」（作詞：なかにし礼、作曲・編曲：三木たかし）。美空ひばりの芸能生30周年記念としての曲だったこともあり、番組の最後に、美空ひばりの歌うシーンが放送されたこともあった。
美輪明宏がメイク無しの短髪、スーツ姿で男ことばを使い、「主人公夫妻の長女・麗子（悠木千帆。後の樹木希林）を妊娠させた男性・中西」役を演じている。

## 出演
高松伝六
演 - 若山富三郎
高松泉
演 - 加藤治子
高松麗子
演 - 悠木千帆
長女。
高松加代
演 - 桃井かおり
次女。
高松進
演 - 高野浩幸
長男。
朝倉信也
演 - 田村正和
朝倉圭子
演 - 篠ひろ子
信也の妻。
中西基二
演 - 美輪明宏
麗子の恋人。
小笠原秀太郎
演 - 由利徹
小笠原フミ
演 - 野村昭子
秀太郎の妻。
稲葉なおみ
演 - 前田真里
高松家のお手伝い。
ユミ
演 - ロミ・山田
黒猫のママ。
岡部悦子
演 - 清水めぐみ
向かいのアパートの主婦
人形屋のおばあちゃん
演 - 浦辺粂子
芸者ぼん太
演 - 立野弓子
管理人
演 - 初井言栄
泰子
演 - 内藤杏子
黒猫で働いている。
ユメ子
演 - コッペ
堀
演 - 丹治勤
田代章夫
演 - 岸部修三
滝沢陽一
演 - 長谷川諭
島崎
演 - 北山はしら
笠井
演 - 前原久影（第18話ゲスト）
染
演 - 日吉ミミ（第20話ゲスト）
その他
演 - 天地総子、 桂木文

## スタッフ
- プロデューサー：久世光彦、片島謙二
- 脚本：山田太一
- 音楽：大野克夫、ボブ佐久間
- 演出
  - 久世光彦（第1話～第4話、第10話、第11話、第19話、第20話、第26話）
  - 服部晴治（第5話、第8話、第13話、第16話、第21話、第23話、第25話）
  - 峰岸進（第6話、第9話、第14話、第17話、第22話、第24話）
  - 和田旭（第7話、第12話、第15話、第18話）

## 関連文献
- 『山田太一作品集 8 (さくらの唄 1)』大和書房、1986年2月28日。
- 『山田太一作品集 9 (さくらの唄 2)』大和書房、1986年4月10日。

| スタブアイコン | サブスタブ | この項目は、まだ閲覧者の調べものの参照としては役立たない、テレビ番組に関連した書きかけの項目です。この項目を加筆・訂正などしてくださる協力者を求めています（P:テレビ/PJ:放送または配信の番組）。 |